# Masayuki Nagare
Masayuki Nagare  (japanisch 流 政之 Nagare Masayuki; geboren 14. Februar 1923 in Nagasaki; gestorben 7. Juli 2018) war ein japanischer Bildhauer während der Shōwa- und Heisei-Zeit.

## Leben und Werk

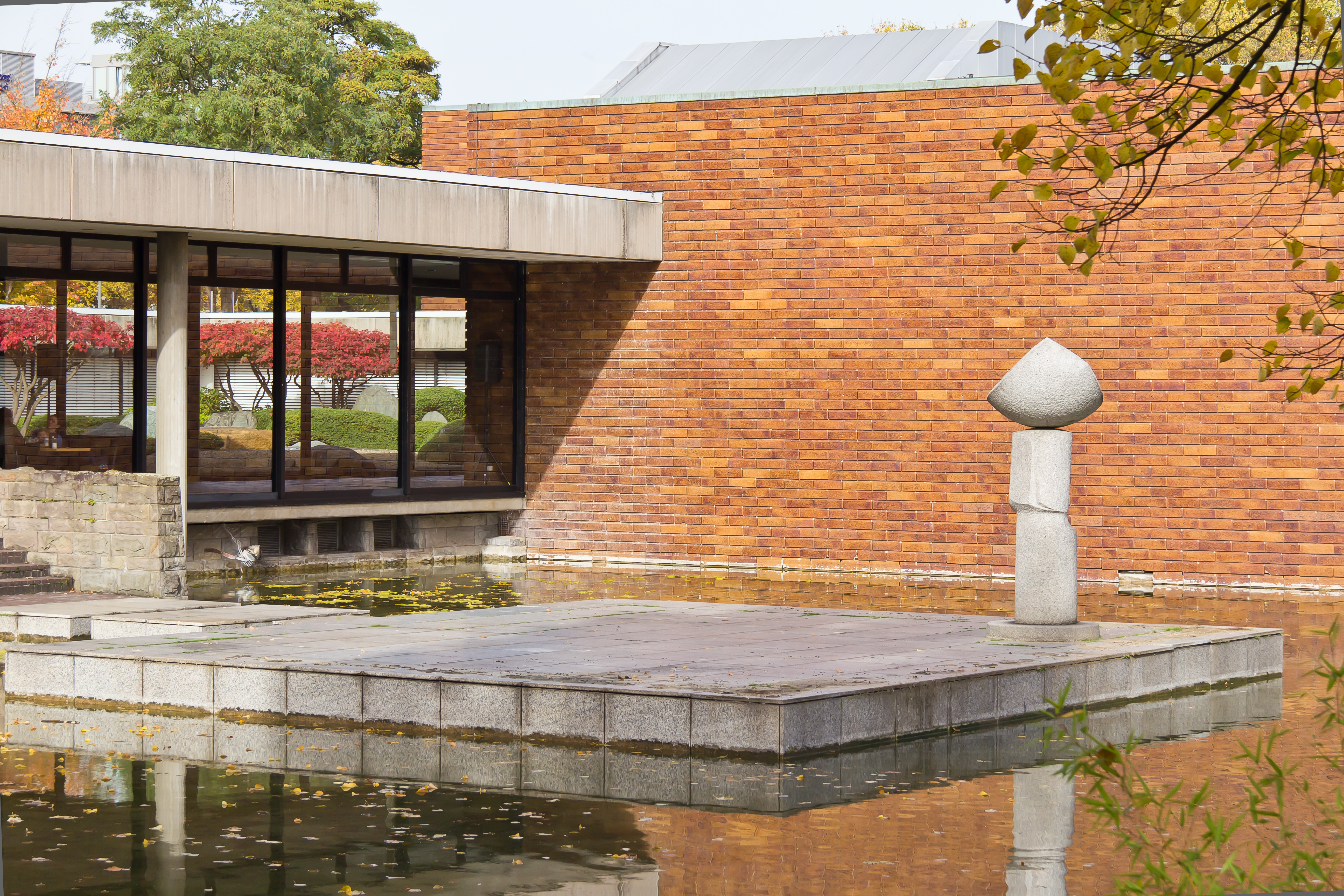
Masayukis Skulptur „Fahne im Wind“ vor dem Kölner Museum für Ostasiatische Kunst, dessen Innenhof er ebenfalls gestaltete

Nagare Masayuki wurde in Nagasaki geboren. 1941 schrieb er sich im Ritsumeikan ein und wurde zur gleichen Zeit Lehrling eines Schwertschmiedes. 1943 wurde er zur Marine eingezogen und wurde als Pilot für die Mitsubishi Zero-Sen ausgebildet und eingesetzt.
Nach Ende des Pazifikkriegs illustrierte Nagare während der Jahre 1952 bis 1953 das Buch „Abukanzō“ (やぶかんぞう) von Ayako Totsuka (戸塚 文子; 1913–1997) und die japanische Übersetzung von „Mrs. Stone und ihr römischer Frühling“ (Tennessee Williams). Danach beschäftigte er sich mit hoch zu brennender Keramik und mit Holz- und Eisenstrukturen. 1955 stellte er auf einer Einmann-Ausstellung mit dem Titel „Modellierung eines Flugraumes“ (飛行空間の造型 Hikōkūkan no Zōkei) Strukturen aus Holz und Eisen aus. 1957 entwickelte er eine Methode, Oberflächen einerseits zu polieren, gleichzeitig an andererseits roh zu lassen.
Nagares Arbeiten wurden zuerst in Amerika geschätzt. Und so reiste er 1962 in die USA, um die Wand des japanischen Pavillons auf der New-Yorker Weltausstellung zu gestalten, ein Werk, das er „Stone Crazy“ nannte. Zur selben Zeit signierte er einen Vertrag mit der Staempfli Gallery (New York, N.Y.). Er hatte eine Reihe von Einzel- und Gruppenausstellungen in vielen Teilen der USA.
In Japan baute Nagare sich ein Atelier auf der Aji-Halbinsel (庵治半島), nahe bei Takamatsu in der Präfektur Kagawa. Er erhielt Aufträge für sehr große Stein-Ensembles, so z. B. arbeitete er von 1967 bis 1969 an einer Skulptur für die Bank of America in San Francisco und von 1965 bis 1975 an einer Skulptur für die Plaza des World Trade Centers in New York. In Japan schuf er die Skulptur „Steinerne Windflöte“ (風の石笛 Kaze no Ishibue) für das Sanwa-Gebäude in Ōtemachi in Tōkyō. 2004 wurde die „Cloud Fortress Jr.“ fertig für das „Hokkaidō-Museum of Modern Art“ und 2006 wurde schließlich der „Nagare-Stuhl“, auf den man 30 Jahre gewartet hatte, fertig. –  In Deutschland gestaltete Nagare den kleinen Japanischen Garten am Museum für Ostasiatische Kunst in Köln mit Felsen, Wasser und mit der Steinplastik „Fahne im Wind“ von 1980.
1974 erhielt Nagare den „Großen Shinchōsha Nihon Geijutsu Preis“ (新潮社日本芸術大賞), 1978 den „Nakahara-Teijirō-Preis“ (中原悌二郎賞). – Nagares Skulpturen sind fast immer abstrakt, die Namensgebung ist nicht erklärend gemeint. 
2009 wurde Nagares Atelier in eine Stiftung umgewandelt und der Öffentlichkeit zugänglich gemacht.